# العصر الذهبي للقراصنة

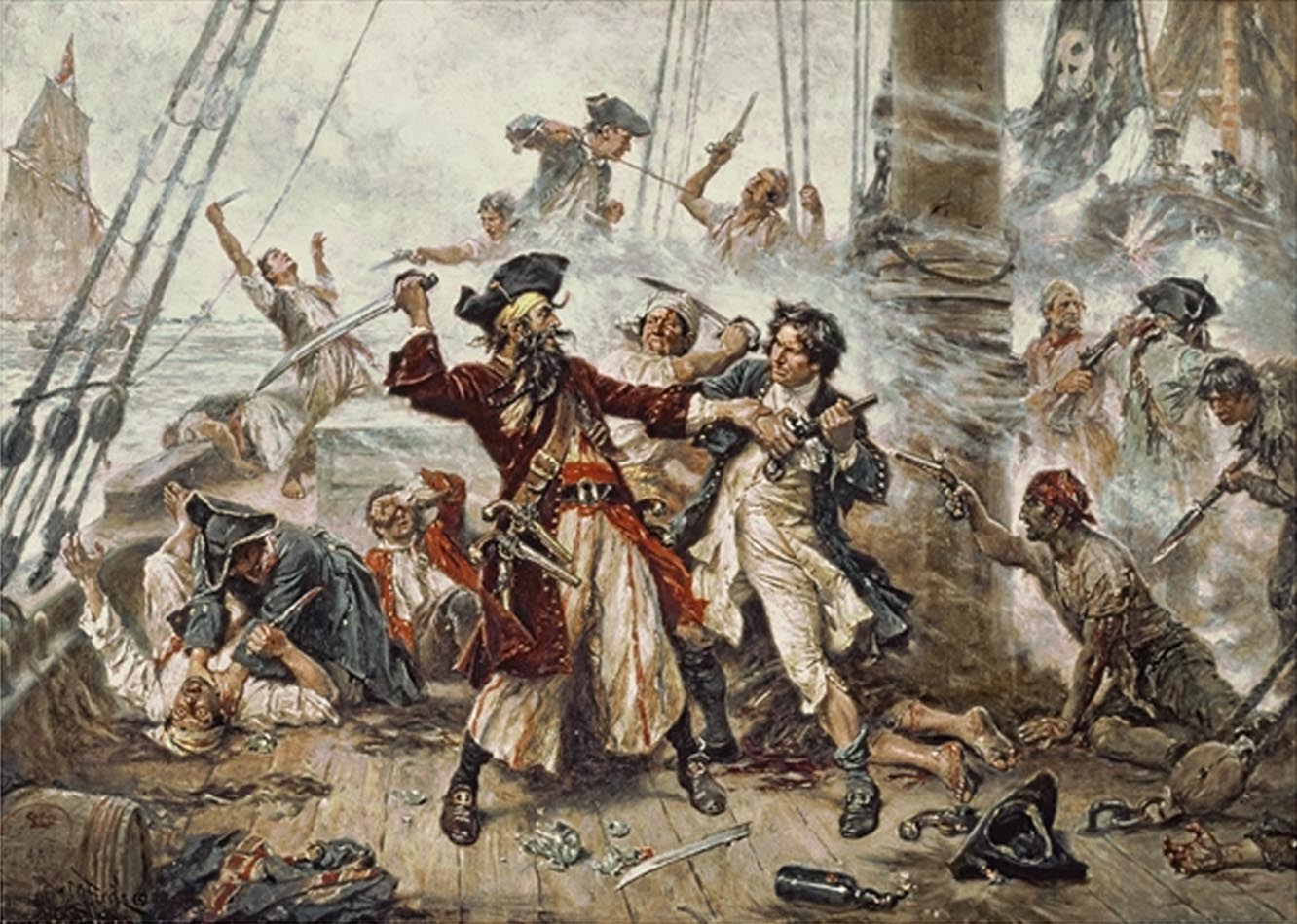
رسم تخيلي للقبض على زعيم القراصنة اللحية السوداء.

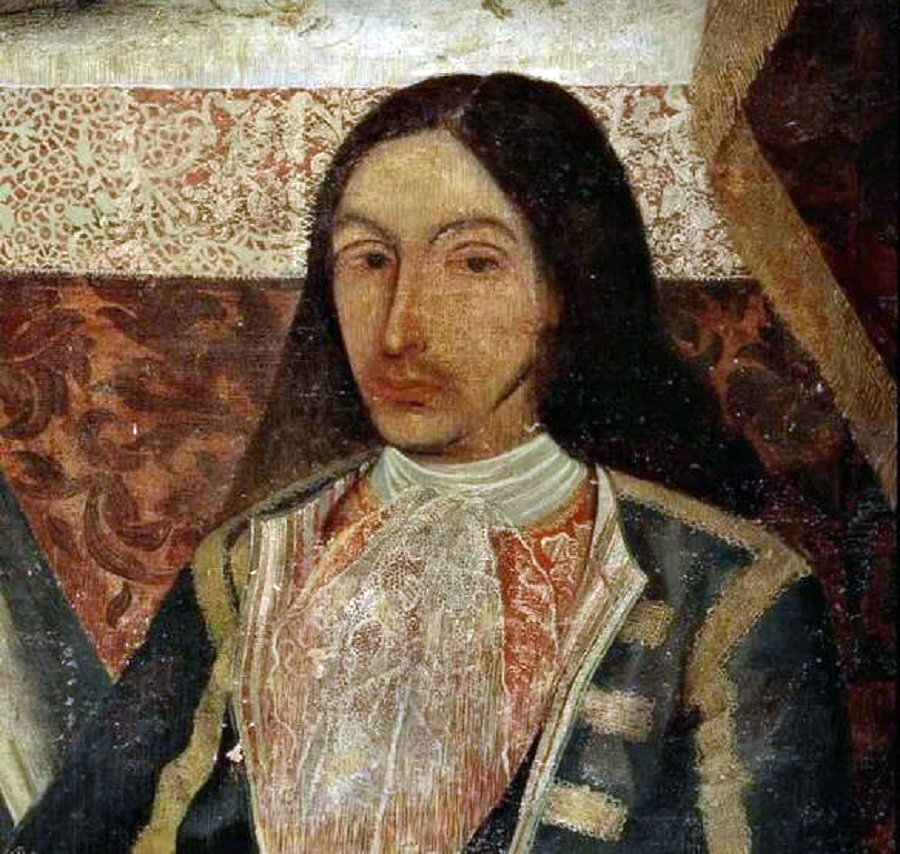
أمارو البغروس أحد من القراصنة الأكثر شهرة في العصر الذهبي للقرصنة.

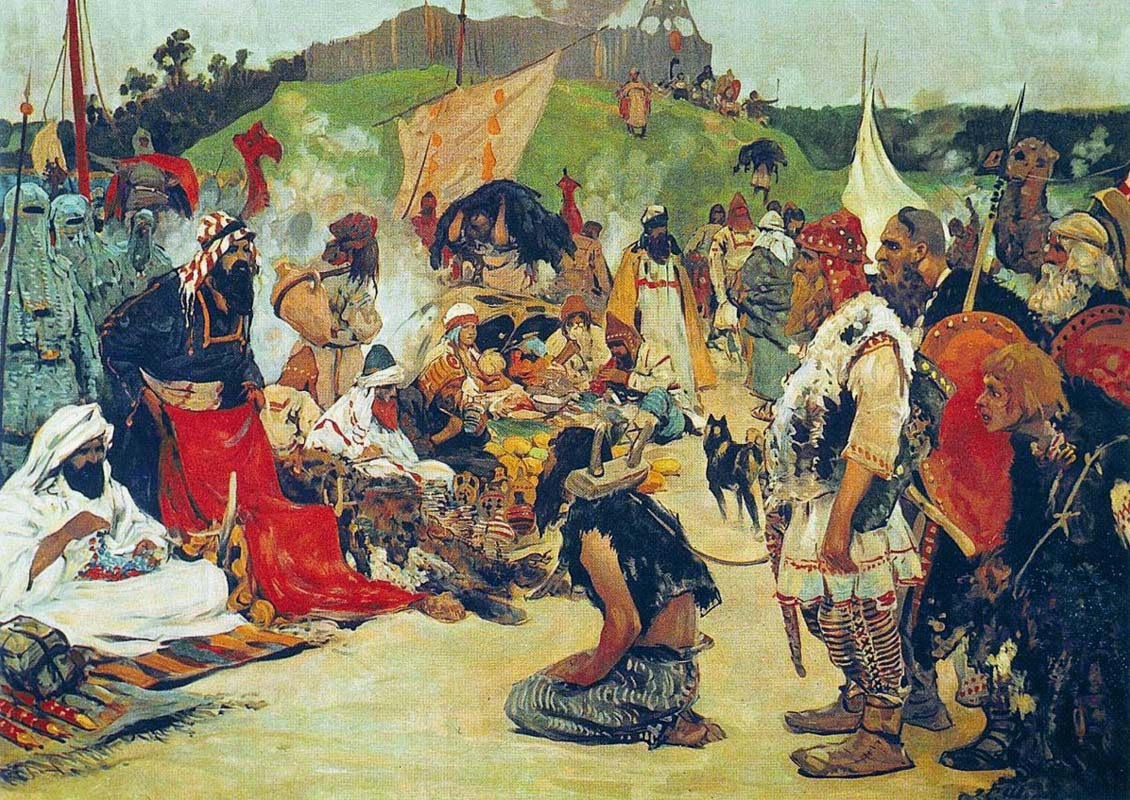
قراصنة أمام حكام الجزائر في العاصمة الجزائرية

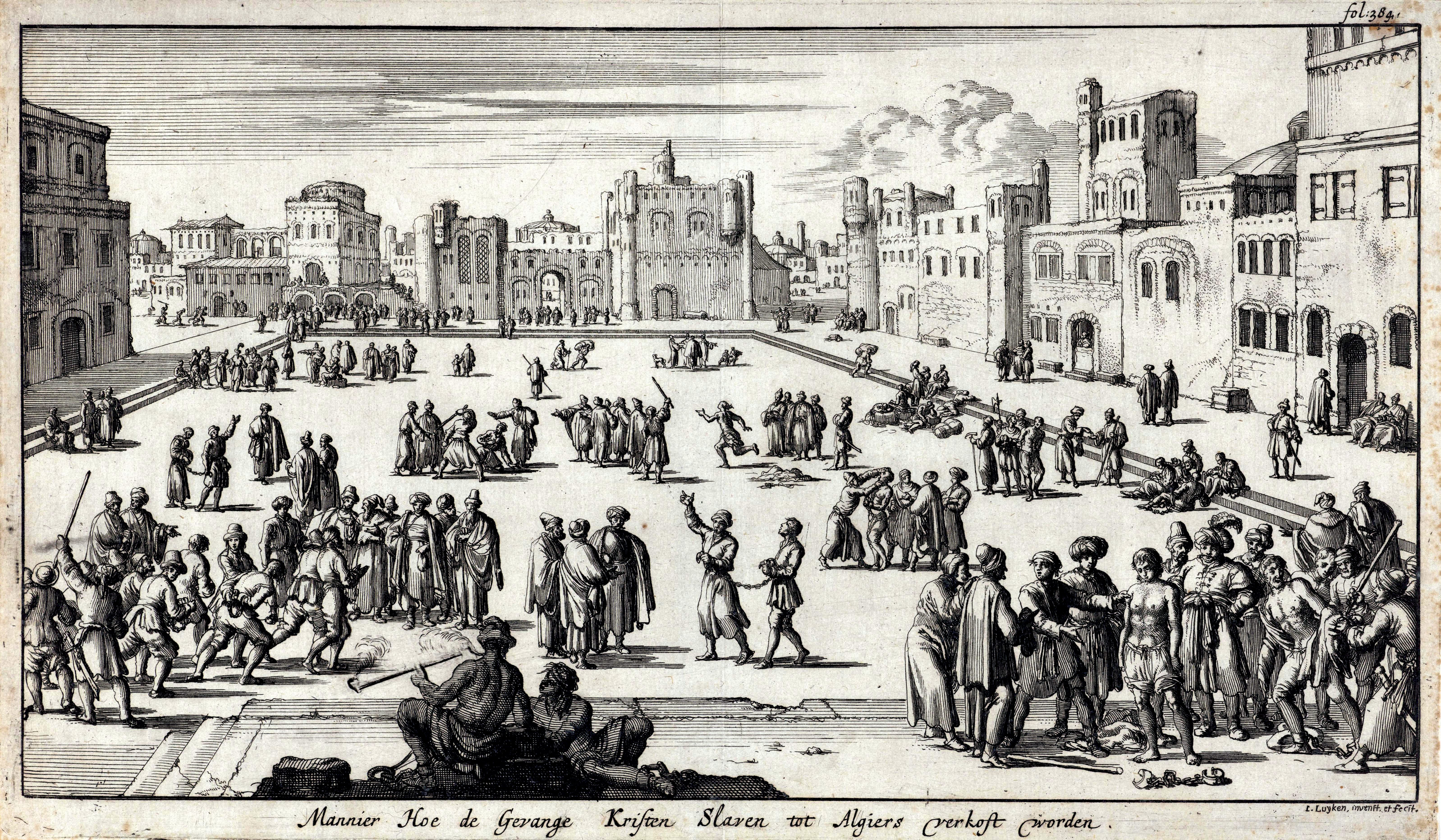
نحت هولندي قديم، عنوان اللوحة الأصلي:الطريقة التي كان يُباع بها السجناء المسيحيون كعبيد في سوق الجزائر العاصمة 1684

العصر الذهبي للقراصنة (بالإنجليزية: Golden Age of Piracy)‏، هي تسمية شائعة للحقبة الممتدة بين خمسينيات القرن السابع عشر وثلاثينيات القرن الثامن عشر، حين لعبت القرصنة البحرية دورًا مؤثرًا في تواريخ الدول الكاريبية والمملكة المتحدة ودول المحيط الهندي وأمريكا الشمالية وغرب أفريقيا.
ينقسم العصر الذهبي للقرصنة إلى ثلاثة أقسام:
1. حقبة قراصنة البحر الكاريبي (للفترة من 1650 إلى 1680)، والتي تميزت بهجوم البحارة الإنجليز والفرنسيين القاطنين في جامايكا وجزيرة السلاحف على المستعمرات الإسبانية، والملاحة في البحر الكاريبي والجزء الشرقي من المحيط الهادئ.
2. حقبة جولة القراصنة (خلال تسعينيات القرن السابع عشر)، والتي تميزت برحلات بحرية ذات مسافات طويلة منطلقةً من الأمريكتين لسرقة أهداف تابعة لكل من المسلمين وشركة الهند الشرقية في المحيط الهندي والبحر الأحمر.
3. حقبة ما بعد الخلافة الإسبانية (للفترة من 1716 إلى 1726)، والتي أصبح فيها البحارة الأمريكيون الإنجليز والقراصنة المفوضون عاطلين عن العمل بعدما وضعت حرب الخلافة الإسبانية أوزارها مما دفعهم للانخراط بصورة جماعية في  أعمال القرصنة في الكاريبي والمحيط الهندي والساحل الشرقي لأمريكا الشمالية وساحل غرب أفريقيا.

تستبعد بعض التعاريف الضيقة للعصر الذهبي الحقبتين الأولى والثانية، لكن معظمها يحتوي على جزء من الحقبة الثالثة على الأقل. استُمد المفهوم الحديث للقراصنة بشكله الحالي من العصر الذهبي للقراصنة.
ساهمت مجموعة من العوامل في تشجيع القرصنة خلال العصر الذهبي، من ضمنها زيادة كمية الحمولات التجارية القيمة المشحونة إلى أوروبا عبر مساحات المحيط الشاسعة، وقلة انتشار القوات البحرية في بعض المناطق، والتدريب والخبرة التي اكتسبها العديد من البحارة خلال فترة خدمتهم في القوات البحرية الأوروبية (وخصوصًا في القوات البحرية الملكية)، بالإضافة إلى عدم فعالية الحكومات في المستعمرات الأوروبية البعيدة. تصارعت القوى الاستعمارية مع القراصنة في قتال متواصل في ذلك الوقت وخاضت العديد من الحروب البارزة معهم.

## الاسم

### الأصل
يعود الاستعمال الأول المعروف لمصطلح «العصر الذهبي للقراصنة» في التراث الأدبي إلى العام 1894، عند كتابة الصحفي جورج بوويل «عن ما يبدو أنه العصر الذهبي للقراصنة والممتد حتى العقد الأخير من القرن السابع عشر». استعمل بوويل هذه العبارة أثناء مراجعته لكتاب «تاريخ جديد ودقيق لجامايكا» للكاتب تشارلز ليزلي، ويُشير إلى بعض الأحداث التي تعود إلى ستينيات القرن السابع عشر كإغارة القرصان المفوض هنري مورغان على مدن ماراكايبو وبورتوبيلو والحادثة الشهيرة لهرب القرصان الكاريبي بارتولوميو بورتوغيز. استعمل بوويل هذه العبارة مرة واحدة فقط.
في عام 1897، استُعملت العبارة «العصر الذهبي للقراصنة» بشكل ممنهج من قبل المؤرخ جون فيسك، والذي كتب ما يلي: «لم يشهد تاريخ العالم فترة ازدهارٍ لأعمال القرصنة كما ازدهرت في القرن السابع عشر وبدايات القرن الثامن عشر. يُعتقد امتداد العصر الذهبي للقراصنة من 1650 إلى 1720». ضمّن فيسك نشاطات القراصنة البربر وقراصنة شرق آسيا خلال «العصر الذهبي»، مشيرًا إلى أنه «على الرغم من نشوط القراصنة المسلمين والشرق آسويين في القرن السابع عشر كنشاطهم في جميع الأوقات الأخرى، فإن هذا لا يتنافى مع رأيي في أن عصر قراصنة البحر الكاريبي هو العصر الذهبي للقراصنة».
تبنّى مؤرخو القراصنة في النصف الأول من القرن العشرين مصطلح «العصر الذهبي» الخاص بفيسك، من دون الالتزام بالتواريخ التي حددها لبداية ونهاية هذا العصر. وُضع التعريف الأوسع لعصر القرصنة من قبل المؤرخ باتريك برنغل، والذي كتب في 1951 ما يلي: «ابتدأ أكثر العصور ازدهارًا في تاريخ القرصنة في عهد الملكة إليزابيث الأولى وانتهى في العقد الثاني من القرن الثامن عشر». ناقضت هذه الفكرة أقوال فيسك بوضوح، إذ أنكر فيسك بشدة عمل بعض الشخصيات الإليزابيثية مثل السير دريك في مجال القرصنة.

### الميل نحو التعاريف الضيقة
امتلك برنغل أوسع مدىً لتعريف العصر الذهبي من بين التعاريف الحديثة الأخرى لهذا العصر، وقد خالف بذلك الميل السائد بين أوساط المؤرخين في الفترة الممتدة من 1909 إلى تسعينيات القرن العشرين، إذ إنهم اتجهوا نحو تضييق فترة العصر الذهبي. أشار فيليب غوس إلى وصول القرصنة إلى ذروتها في الفترة «من 1680 إلى 1730»، وذلك في عام 1924. حدد دوجلاس بوتينغ، في كتابه المشهور «القراصنة» ضمن سلسلة كتب «البحارة» التابعة لدار نشر تايم لايف، امتداد العصر الذهبي «لنحو 30 سنة، مبتدءًا من نهاية القرن السابع عشر ومنتهيًا في الربع الأول من القرن الثامن عشر». تُبع تعريف بوتينغ بتعريف فرانك شيري في عام 1986. حدد الأستاذ ماركوس ريدايكر، في إحدى مقالاته الأكاديمية المنشورة في عام 1989، امتداد العصر الذهبي من 1716 إلى 1726 فقط. حدد أنجوس كونستام في عام 1998 امتداد هذا العصر من 1700 إلى 1730.
لعل آخر محاولة لتضييق فترة امتداد العصر الذهبي كانت عبر كتاب كونستام «تاريخ القراصنة» المنشور في عام 2005، والذي تراجع فيه عن تعريفه السابق لهذا العصر، واصفًا إياه بالمبالغ فيه، واستنتج أنه قد «انحصرت أشد انتهاكات القراصنة بفترة ممتدة لثماني سنوات، من 1714 إلى 1722، لذا فإن العصر الذهبي الحقيقي كان قصيرًا جدًا لدرجة لا ترقى حتى لتسميته بالعقد الذهبي».

### ميل معاكس حديث النشوء نحو معنىً أوسع
حدد ديفيد كوردينغلي، في عمله المُلهِم «تحت العلم الأسود» المنشور في عام 1994، امتداد «العصر العظيم للقراصنة» من خمسينيات القرن السابع عشر إلى نحو عام 1725، مقاربًا تعريف فيسك للعصر الذهبي.
وصف ريدايكر، في عام 2004، أكثر تعاريف العصر الذهبي تعقيدًا حتى الآن. إذ يقترح «امتداد العصر الذهبي للقرصنة في الفترة المحصورة بين 1650 و1730»، والتي تتشعب إلى ثلاثة «أجيالٍ» بارزة: جيل قراصنة الكاريبي للفترة 1650-1680، وجيل قراصنة المحيط الهندي خلال تسعينيات القرن السابع عشر، وقراصنة ناشطين خلال الفترة المحصورة بين 1716 و1726.

## تأثيره على الثقافة الشعبية
على الرغم من تذكر بعض التفاصيل بصورة غير دقيقة، فقد أثر العصر الذهبي للقراصنة بصورة كبيرة على الثقافة الشعبية. يُعد كتاب «تاريخ عام عن القراصنة»، المنشور في عام 1724 من قبل القبطان تشارلز جونسون، المصدر الأساسي للسير الذاتية لعديدٍ من قراصنة العصر الذهبي المشهورين، مقدمًا وصفًا مستفيضًا لتلك الحقبة. من المرجح استخدام المؤلف لتعابير مجازية كثيرة في رواياته المتعلقة بمحادثات القراصنة بين بعضهم الآخر، إذ يتجلى هذا من خلال الصفات شبه الأسطورية التي منحها لبعض الشخصيات المتلونة مثل القرصانين الإنجليزيين اللحية السوداء وكاليكو جاك. في عام 2002، كتب الروائي والمؤرخ ديفيد كوردينغلي مقدمة لكتاب جونسون، قائلًا فيها: «لقد قيل، ومما لا يدع مجالًا للشك، أن القبطان جونسون هو الذي شكل المفهوم الحديث للقراصنة». ألهم كتاب جونسون أعمالًا كثيرة كرواية «جزيرة الكنز» للكاتب روبرت لويس ستيفنسون، و«بيتر بان» للكاتب جيمس ماثيو باري، وعلى الرغم من كونهما روايتين رومانسيتين، فقد اعتمدتا على القرصنة والقراصنة في حبكتيهما.
نُسجت العديد من المزاعم والتخمينات حول هيئتهم العامة وزينتهم وموضتهم وأزيائهم وغيرها من الأمور التي أضفت عليهم طابعًا أسطوريًا غامضًا. على سبيل المثال، ارتدى الرجال أقراطًا من الذهب والفضة ليُدفع بقيمتها تكاليف دفنهم في حالة تيهانهم في البحر وجرف جثثهم إلى الشاطئ. ارتُديت هذه الأقراط أيضًا لأسباب خُرافية، إذ اعتقدوا امتلاك هذه المعادن الثمينة لقوىً سحرية شافية.
برزت بعض من الأوصاف المُحاكية لقراصنة الحقب التاريخية السابقة (مثل يوم التكلم كقرصان) إلى الواجهة مؤخرًا. مع ذلك، عملت هذه الظواهر على تقديم صورة متماشية مع الثقافة الشعبية حول الأبعاد الرومانسية للقرصنة والقراصنة المتعنترين الذين يدفنون الكنوز.

## وصلات خارجية
- "America's Worst Pirates" from gregflemming.com
- Cindy Vallar, "The Golden Age of Piracy"
- The UnMuseum, "The Golden Age of Piracy"